# ميخائيل بوبوف
ميخائيل بوبوف (بالبلغارية: Михаил Попов)‏ هو عسكري وضابط بلغاري، ولد في 23 ديسمبر 1963 في سليفن في بلغاريا.